# 法罗独立运动

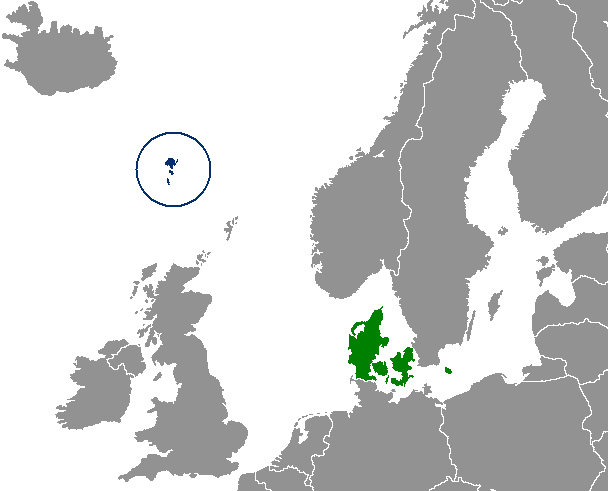
法罗群岛（圈出部分）
丹麦

法罗独立运动，又称法罗民族运动、法罗民族主义（Føroyska sjálvstýrisrørslan），是一场寻求将法罗群岛建立为脱离丹麦的主权国家的政治运动。主张独立的理由包括法罗群岛与丹麦之间在语言和文化上的分歧，以及两地在地理上的遥远距离；法罗群岛距离丹麦海岸约990公里。